# غونار بيرسون
غونار بيرسون هو مصارع هاوي سويدي، ولد في 31 ديسمبر 1884 في Simrishamn ‏ في السويد، وتوفي في 21 ديسمبر 1972 في Limhamn ‏ في السويد.

## وصلات خارجية
- غونار بيرسون على موقع أوليمبيديا (الإنجليزية)
- غونار بيرسون على موقع اللجنة الأولمبية السويدية (السويدية)